# Norra Kållands landskommun
Norra Kållands landskommun var en tidigare kommun i dåvarande Skaraborgs län.

## Administrativ historik
Kommunen bildades som storkommun vid kommunreformen 1952 genom sammanläggning av de tidigare landskommunerna Gösslunda, Otterstad, Rackeby, Skalunda, Strö och Sunnersberg. Namnet togs från Kållands härad där alla landskommunerna låg.
Landskommunen uppgick 1969 i Lidköpings stad som 1971 ombildades till Lidköpings kommun.
Kommunkoden var 1610.

### Kyrklig tillhörighet
I kyrkligt hänseende tillhörde kommunen församlingarna Gösslunda, Otterstad, Rackeby, Skalunda, Strö och Sunnersberg. Sedan 2002 omfattar Sunnersbergs församling samma område som Norra Kållands landskommun.

## Geografi
Norra Kållands landskommun omfattade den 1 januari 1952 en areal av 169,72 km², varav 169,10 km² land.

### Tätorter i kommunen 1960
I Norra Kållands landskommun fanns tätorten Tofta, som hade 453 invånare den 1 november 1960. Tätortsgraden i kommunen var då 12,2 procent.

## Politik

### Mandatfördelning i valen 1950-1966
| 11 | 8 | 12 | 4 |

| 35 |

|  | 10 | 9 | 12 | 3 |

| 34 |

| 10 | 12 | 9 | 4 |

| 34 |

| 11 | 12 | 9 | 3 |

| 33 |

| 10 | 12 | 7 | 2 | 4 |

| 34 |